# Le Cercle rouge
Le Cercle rouge is een Franse misdaadfilm uit 1970 onder regie van Jean-Pierre Melville. 

## Verhaal
Corey  is vervroegd vrijgelaten en hij gaat in op het voorstel van zijn bewaker om een juwelenroof te plegen. Op zijn reis van Marseille naar Parijs kruipt de voortvluchtige Vogel toevallig in de kofferbak van zijn die dag aangeschafte auto. Samen met de ex-politieman Jansen bereiden ze een overval op een juwelier voor. Ondertussen leidt de commissaris Mattei de zoektocht naar Vogel, die op zijn treintransport persoonlijk aan de commissaris is ontsnapt. Na de geslaagde roof komt het drietal in de problemen omdat de vooraf geregelde heler zich terugtrekt. De commissaris ziet dan zijn kans en lokt ze in de val. De drie mannen worden zonder strafproces neergeknald door de in stelling gebrachte politie.

## Rolverdeling
| Acteur             | Personage              |
| ------------------ | ---------------------- |
| Alain Delon        | Corey                  |
| Bourvil            | Commissaris Mattei     |
| Gian Maria Volonté | Vogel                  |
| Yves Montand       | Jansen                 |
| Paul Crauchet      | Heler                  |
| Paul Amiot         | Hoofdinspecteur        |
| Pierre Collet      | Gevangenbewaarder      |
| André Ekyan        | Rico                   |
| Jean-Pierre Posier | Assistent van Mattei   |
| François Périer    | Santi                  |
| Yves Arcanel       | Rechter-commissaris    |
| René Berthier      | Hoofd van de recherche |
| Jean-Marc Boris    | Zoon van Santi         |
| Jean Champion      | Overwegwachter         |
| Yvan Chiffre       | Politieagent           |